# فلورون
فلورون (به انگلیسی: Fluorone) یک ترکیب شیمیایی با شناسه پاب‌کم ۱۱۳۳۳۰۴۹ است. 